# Salaria pavo

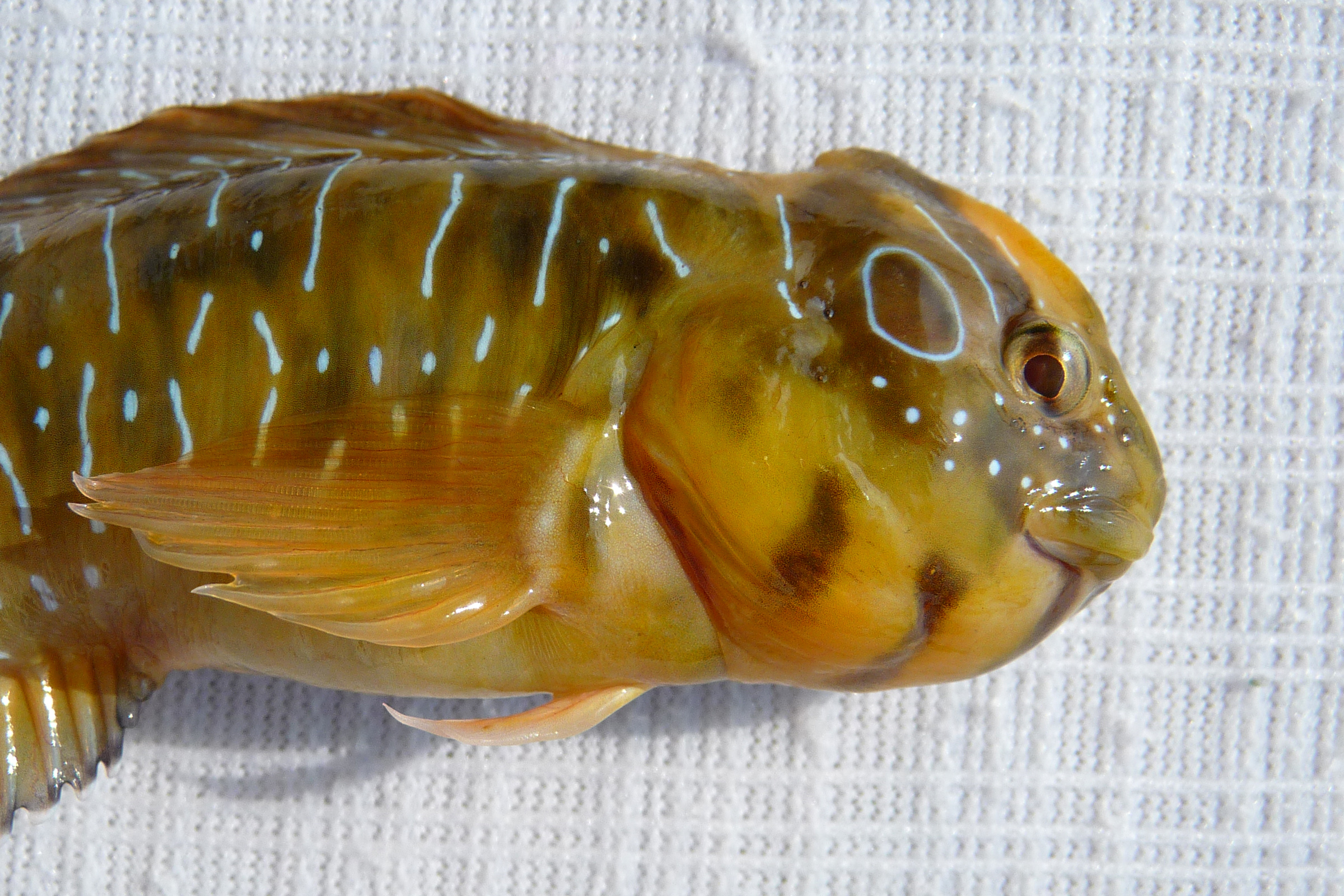
Ejemplar macho

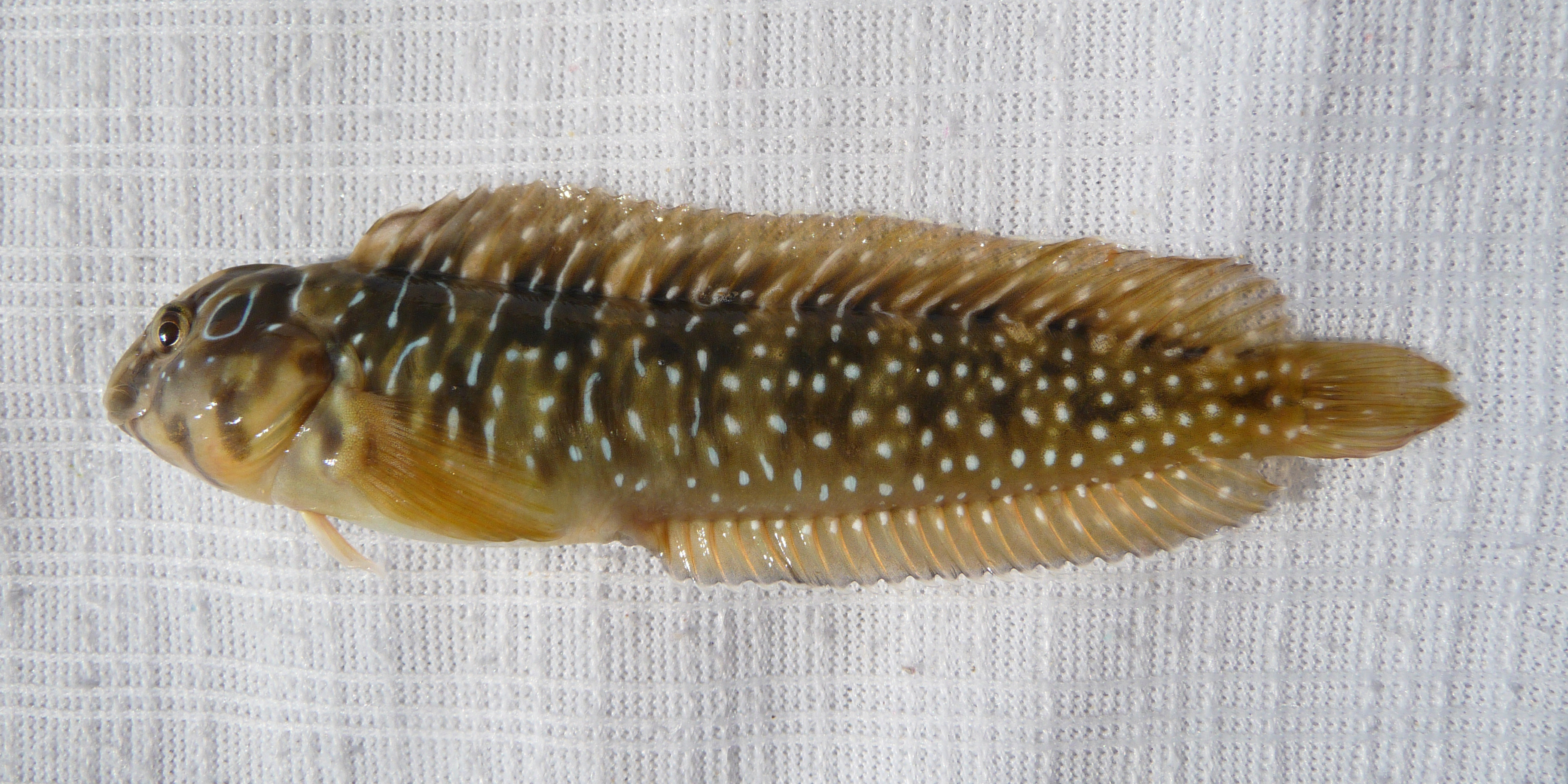
Ejemplar hembra

El gallerbo (Salaria pavo ) es una especie de pez de la familia de los blénidos, en el orden perciformes.

## Morfología
Los machos pueden alcanzar los 12 cm de longitud total.

## Reproducción
Es ovíparo.

## Depredadores
En Italia es depredado por Scorpaena porcus.

## Hábitat
Es un pez de clima subtropical y que también habita en el Mar Menor.

## Distribución geográfica
Se localiza en la costa atlántica desde Francia a Marruecos, en el Mediterráneo, el Mar Negro y el Canal de Suez.